# 圣犹士坦堂 (巴黎)

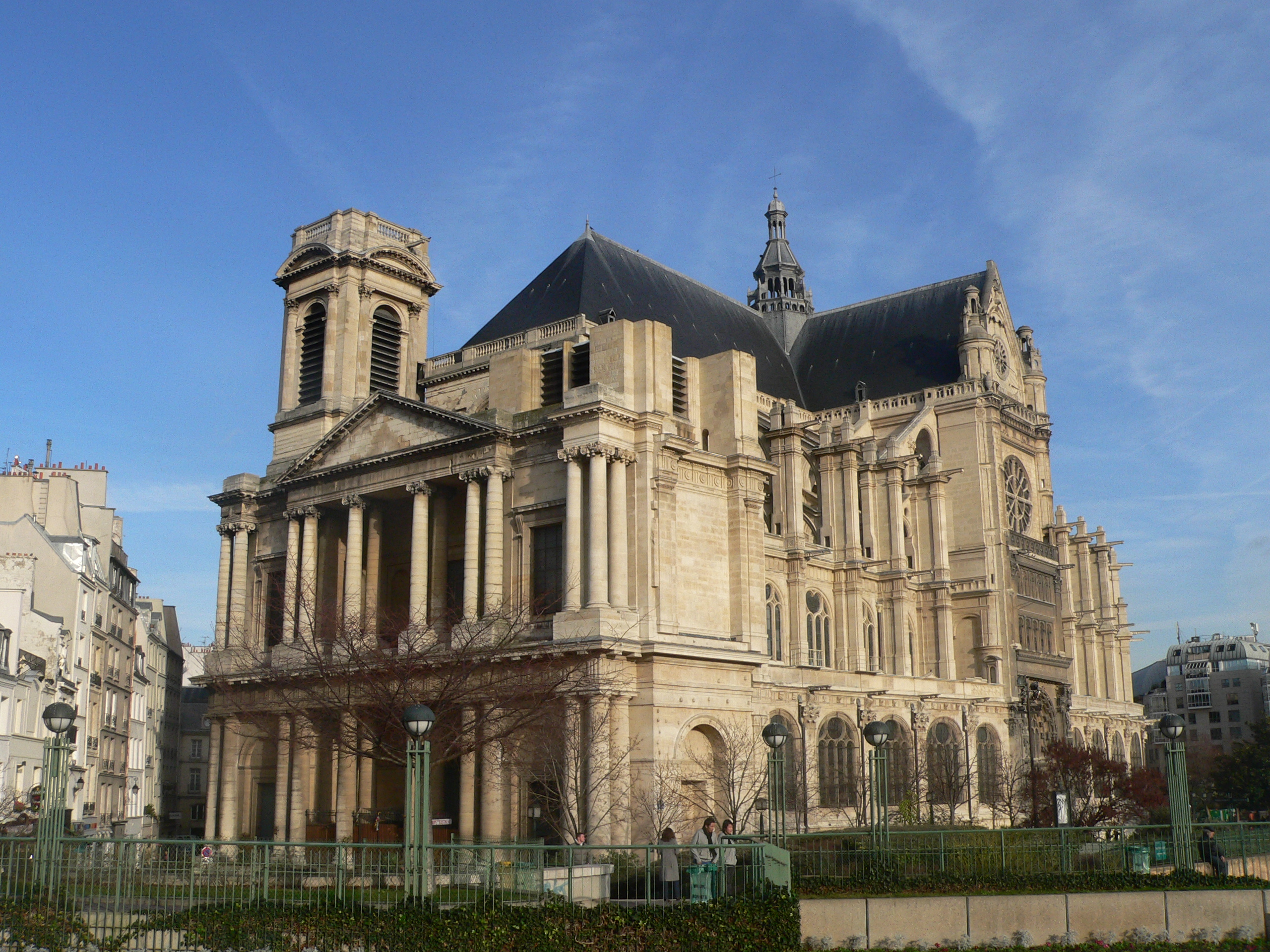
西南面

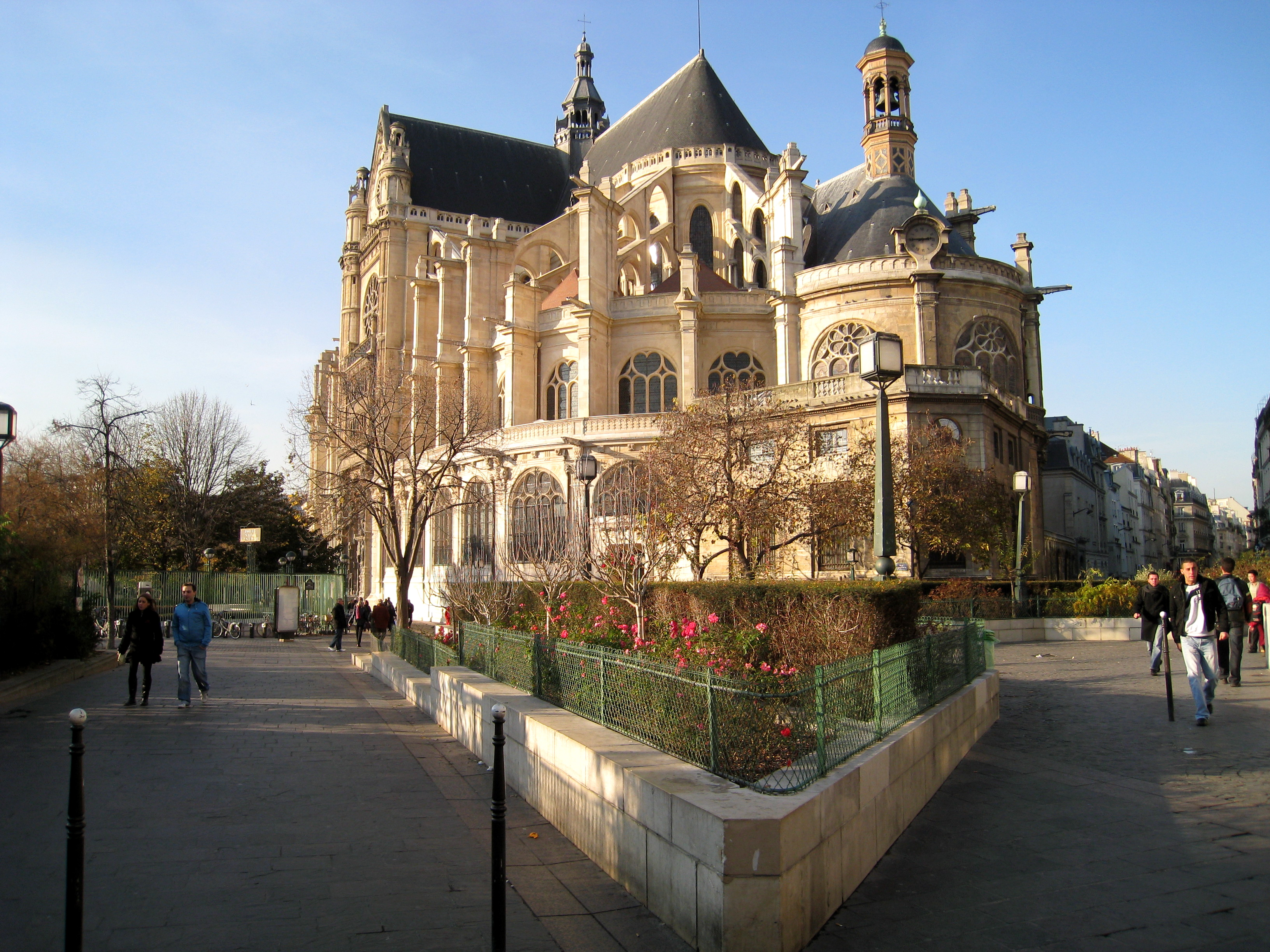
东南面

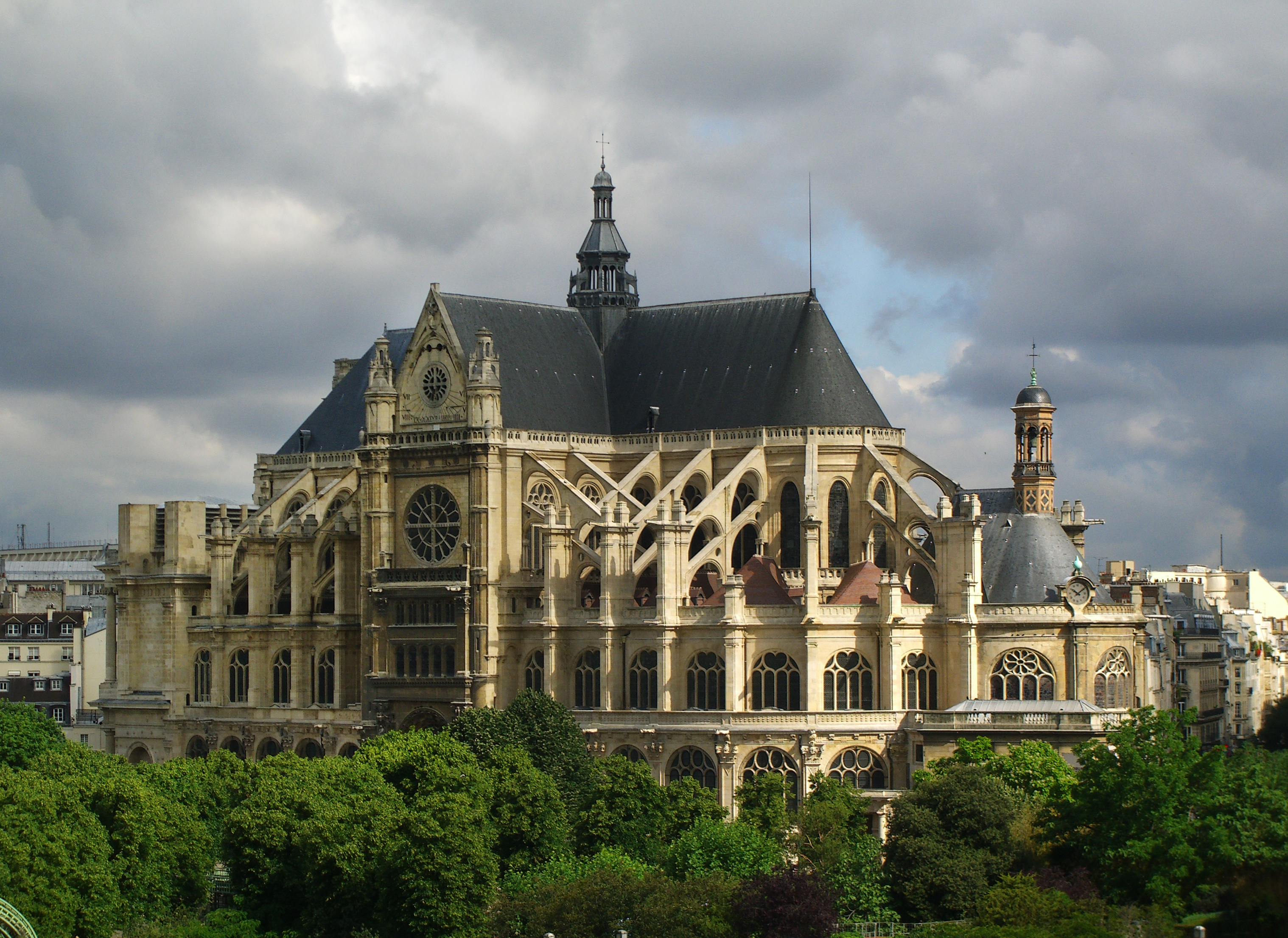
东南面

圣犹士坦堂（法語：église Saint-Eustache）是巴黎第一区的一座教堂，兴建于1532－1632年。

## 历史
这座教堂为哥特式建筑风格，內部裝潢及細節具有文艺复兴风格特色，长105米，内部拱顶高33.45米，其立面为古典主義风格，左右各有一座塔楼，右塔楼则被截短。
圣犹士坦堂位于巴黎大堂区（Les Halles），1223年成为本堂区，主保圣人是一位罗马殉道者，原本是罗马将军，因为皈依基督教而和全家被烧死。目前的教堂始建于1532年，直到1637年才完成。路易十四年轻时在此领受圣体。莫扎特也在此埋葬他的母亲。蓬帕杜尔夫人和莫里哀幼年时在此受洗，莫里哀也是在此举行婚礼。
在法国革命期间，圣犹士坦堂遭到亵渎和洗劫，一段时间用作谷仓。不过，一些彼得·保罗·鲁本斯的绘画仍保留在教堂内。每年夏天举行的管风琴音乐会，纪念埃克托·柏辽兹的《感恩赞》（Te Deum）和李斯特·费伦茨的 Christus 1886年在此初演。
这座教堂拥有法国最大的管风琴之一，仅次于圣叙尔比斯教堂和巴黎圣母院。